# Virginia Ramponi-Andreini
Virginia Ramponi-Andreini, también conocida por su nombre artístico La Florinda (Milán o Génova, 1583-c. 1630) fue una célebre actriz y cantante italiana. Era conocida por sus interpretaciones en comedia del arte, muchas de ellas escritas para ella por su esposo Giambattista Andreini, y por haber encarnado el papel principal en la ópera perdida L'Arianna de Claudio Monteverdi.

## Biografía

### Primeros años
Nacida como Virginia Andrea Ramponi, sus contemporáneos en poemas y cartas la describen como originaria de Milán o Génova, según la fuente. La primera fuente secundaria que registró su vida en detalle fue una entrada en el diccionario biográfico de actores italianos en dos volúmenes de Francesco Bartoli, Notizie istoriche de comici italiani, publicado en 1781. Poco se sabe sobre su vida antes de su matrimonio en 1601 con el actor y dramaturgo florentino Giambattista Andreini, punto en el que comienza su entrada en el diccionario de Bartoli.

### Se convierte en La Florinda

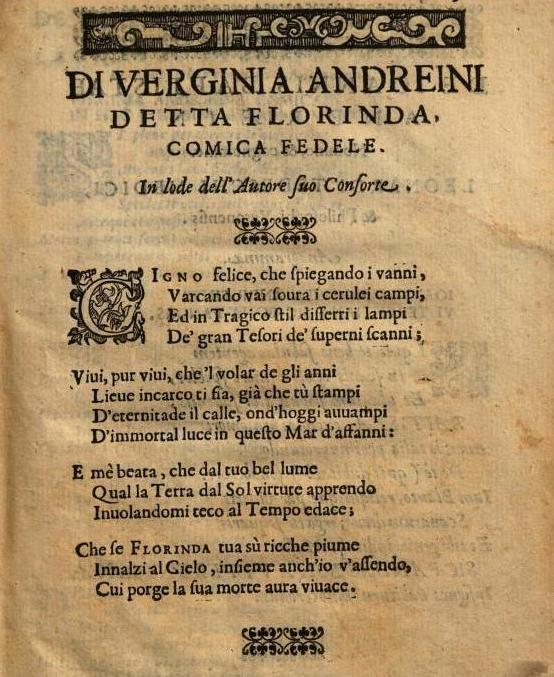
Poema de Virginia Ramponi-Andreini dedicado a su marido, publicado en la edición de 1606 de su obra de teatro La Florinda.

Tanto Virginia como Giambattista Andreini habían sido actores en I Gelosi, una compañía de comedia del arte dirigida por sus padres, Isabella y Francesco Andreini. Sin embargo, poco después de su matrimonio, Gianmbattista formó su propia compañía, I Fedeli, con Virginia actuando en los roles de prima donna inamorata y ayudando a administrar la compañía. También comenzó a escribir sus propias obras. La primera fue una tragedia titulada La Florinda. Virginia interpretó el papel principal cuando se realizó en 1603 para la Accademia dei Spensierati (una sociedad culta en Florencia). La obra recibió muchos elogios y se publicó al año siguiente, pero hubo tantos errores de imprenta que Giambattista destruyó las 500 copias. La primera copia que se conserva de la obra es la edición de 1606, publicada en Milán, donde Fedeli la interpretó para el gobernador de la ciudad, Pedro Enríquez de Acevedo. Contiene varios poemas escritos por miembros de Spensierati en elogio de la obra, su autor y su protagonista, así como un poema de Virginia en elogio a su marido. La obra tuvo mucho éxito a lo largo de los años y se representó en ciudades del norte de Italia y Francia. En la edición de 1606, figuraba como «Verginia [sic] Andreini, detta Florinda» (Virginia Andreini, llamada Florinda). Sin embargo, según la musicóloga Emily Wilbourne, no está claro qué fue primero: el nombre artístico de Virginia o la obra que la llevó por primera vez a la fama pública. Giambattista prosiguió escribiendo varias otras obras de comedia del arte en las que Virginia interpretó a un personaje llamado Florinda, entre ellos: Lo Schiavetto (El esclavo, 1612), La Turca (1616), Lelio Bandito (Lelio desterrado, 1620) y Amor nello specchio (Amor en el espejo, 1622).

### L'Arianna

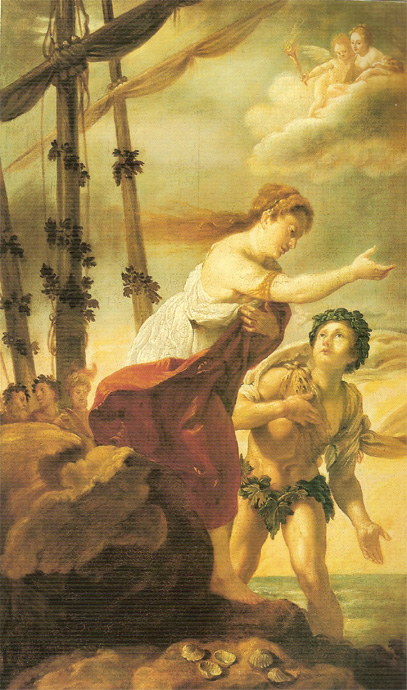
Ariadna y Baco en la isla de Naxos de Domenico Fetti.

En 1605, el grupo de Andreini y Fedeli se había convertido en una parte integral de los intérpretes, artistas y compositores reunidos por Vicente I Gonzaga, duque de Mantua, en su corte, una asociación que conduciría a la actuación que dio a «La Florinda» fama duradera. Los preparativos se iniciaron en 1607 para un elaborado conjunto de festividades y actuaciones que se llevarían a cabo en la corte de Mantua en mayo de 1608 para celebrar el matrimonio de Margarita de Saboya con el hijo y heredero de Vicente Gonzaga, Francisco. Virginia Ramponi-Andreini y la compañía Fedeli se comprometieron para representar la pieza central de las festividades, la obra de teatro L'idropica de Gian Battista Guarini, que tenía un prólogo y cuatro intermedios elaborados por varios compositores, entre ellos Claudio Monteverdi y Salamone Rossi. Monteverdi también recibió el encargo de componer una ópera para la ocasión, L'Arianna, basada en el mito griego del abandono de Ariadna por Teseo en la isla de Naxos y su posterior matrimonio con Baco.
La joven soprano Caterina Martinelli había sido contratada para interpretar el papel de Ariadna. Sin embargo, cayó gravemente enferma de viruela a finales de febrero de 1608 y murió a principios de marzo. Mientras tanto, comenzaron a buscar un reemplazo. La cantante florentina Margherita Romana y la napolitana Ippolita Recupita (cantante al servicio del cardenal Montalto) fueron consideradas insatisfactorias. Una tercera cantante de Bérgamo, sugerida por Monteverdi, se negó a venir a Mantua. El papel recayó luego en Ramponi-Andreini, que ya estaba en Mantua y había sido elogiada por su canto del lamento en La Florinda. Según un relato del cortesano de Mantua, Antonio Costantini, se aprendió de memoria su papel en sólo seis días y en el ensayo de la noche del 14 de marzo «lo cantó con tanta gracia y con tanta afecto» que todos los presentes quedaron asombrados.
L'Arianna se estrenó el 28 de mayo de 1608 con gran éxito tanto para el compositor como para Ramponi-Andreini, especialmente por su canto del «Lamento de Arianna», la única pieza de la ópera cuya partitura se ha conservado. El lamento, que el musicólogo Tim Carter postula probablemente se agregó a la ópera después de que ella asumiera el papel para explotar su talento como actriz cantante, causó tal impresión que comenzaron a circular copias de él en forma privada como música de cámara. Años más tarde, el poeta Giambattista Marino, que había asistido a la función de Mantua, rindió homenaje a su interpretación en el «Canto VII» de su épica L'Adone. Luego de comparar su belleza y voz con la de la reconocida cantante Adriana Basile, escribió:

Tal forse intenerir col dolce canto
suol la bella Adriana i duri affetti
e con la voce e con la vista intanto
gir per due strade a saettare i petti;
e'n tal guisa Florinda udisti, o Manto,
là ne’ teatri de’ tuoi regi tetti,
d’Arianna spiegar gli aspri martiri
e trar da mille cor mille sospiri.
Tal vez los tales se ablanden con una dulce canción
única la bella Adriana los duros afectos
y con la voz y con la vista mientras tanto
vagó por dos calles para golpear sus pechos;
Y así escuchó Florinda, oh Mantua,
allí en los teatros bajo tus techos reales,
expresando los duros sufrimientos de Ariadna
y sacando de mil corazones mil suspiros!

En su libro sobre los actores de la comedia del arte de los siglos XVI y XVII, Attrai mercanti corsari (1993), Siro Ferrone propuso que la pintura de Domenico Fetti de 1611 Ariadna y Baco en la isla de Naxos fue también un tributo al estreno de L'Arianna y la Ariadna del cuadro es una representación de la propia Ramponi-Andreini. Su participación en las celebraciones nupciales en Mantua no terminó con L'Arianna. El 4 de junio, también apareció en Il ballo delle ingrate de Monteverdi, en la que cantó un lamento mientras las mujeres ingratas regresan al inframundo.

### Últimos años
Después de L'Arianna, Fedeli permaneció al servicio de Vicente Gonzaga y el de sus sucesores durante más de 20 años, formando una relación particularmente cercana con el hijo de Vicente, Fernando. Virginia y Giambattista Andreini se habían hecho ciudadanos del Ducado de Mantua, lo que les permitió poseer propiedades allí, y aunque usaban la ciudad como su base de operaciones, la compañía a menudo actuaba en otras ciudades, a veces de forma independiente y otras veces «en préstamo» de la corte de Gonzaga para celebraciones en otras cortes italianas. En Milán, Virginia continuó actuando para el gobernador, Pedro Enríquez de Acevedo, y se convirtió en una de sus favoritas. Virginia y Giambattista tuvieron un único hijo, que nació en Milán el 30 de junio de 1609. Se llamó Pietro Enrico en honor al gobernador que sostuvo al niño en su bautismo el 9 de julio en la Basílica San Nazaro de Brolo.
En 1613, Virginia, Giambattista y Fedeli comenzaron lo que sería la primera de varias giras fuera de Italia. En esta ocasión actuaron en Lyon, Fontainebleau y París por invitación de María de Médici. Permanecieron en Francia hasta 1614 y regresaron allí varias veces más entre 1621 y 1625. Fue durante la segunda visita de la compañía a Francia cuando estalló el escándalo cuando los archirrivales de Andreini, Pier Maria Cecchini («Fritellino») y su esposa Orsola («Flaminia») revelaron públicamente que Giambattista llevaba mucho tiempo teniendo un romance con otra actriz de la compañía, Virginia Rotari. El ménage à trois iba a continuar durante el resto de la vida de Andreini y ambas mujeres continuarían actuando con Fedeli. La compañía viajó a Praga en 1627, donde habían sido enviados por la corte de Mantua para actuar en las celebraciones en torno a la coronación de Fernando III como rey de Bohemia. Permanecieron en Praga hasta 1628 y luego se mudaron con la corte de Habsburgo a Viena antes de regresar a Italia en 1629.
La fecha y las circunstancias de la muerte de Ramponi-Andreini no son seguras. En las cartas existentes de su marido se menciona que aún vivía en septiembre de 1629. Luego, él mencionó su muerte (sin dar una fecha) en una carta enviada el 17 de septiembre de 1631 a Carlos de Gonzaga-Nevers. En su poema L'Olivastro, escrito en 1642, decía que había muerto de una «larga enfermedad». Varios historiadores han asumido que probablemente murió en Italia entre 1630 y 1631, cuando la plaga era rampante tanto en Mantua como en Bolonia, donde se sabe que Giambattista vivía en ese momento. Poco después de su muerte, Giambattista se casó con su amante Virginia Rotari.